# Teatro Municipal "Trinidad Guevara"
El Teatro Municipal "Trinidad Guevara" es la sala oficial de la Ciudad de Luján, Buenos Aires, Argentina. El edificio pertenece a la Asociación Española de Socorros Mutuos y es administrado por un director designado por el Municipio de Luján con el apoyo de la Asociación Civil Amigos del Teatro Municipal "Trinidad Guevara"